# Jay Leno
James Douglas Muir "Jay" Leno (New Rochelle, 28. travnja, 1950.), američki je glumac.

## Vanjske poveznice
- Jay Leno na IMDB-u